# Boise (rivière)
Pour les articles homonymes, voir Boise (homonymie).
La Boisé (Boise River) est un cours d'eau de 121 kilomètres dans l'Idaho aux États-Unis. Prenant sa source dans la chaîne de Sawtooth, il se jette à proximité de la ville de Boisé dans la Snake, un affluent du fleuve Columbia. Le barrage de Lucky Peak est un barrage notable sur son cours.

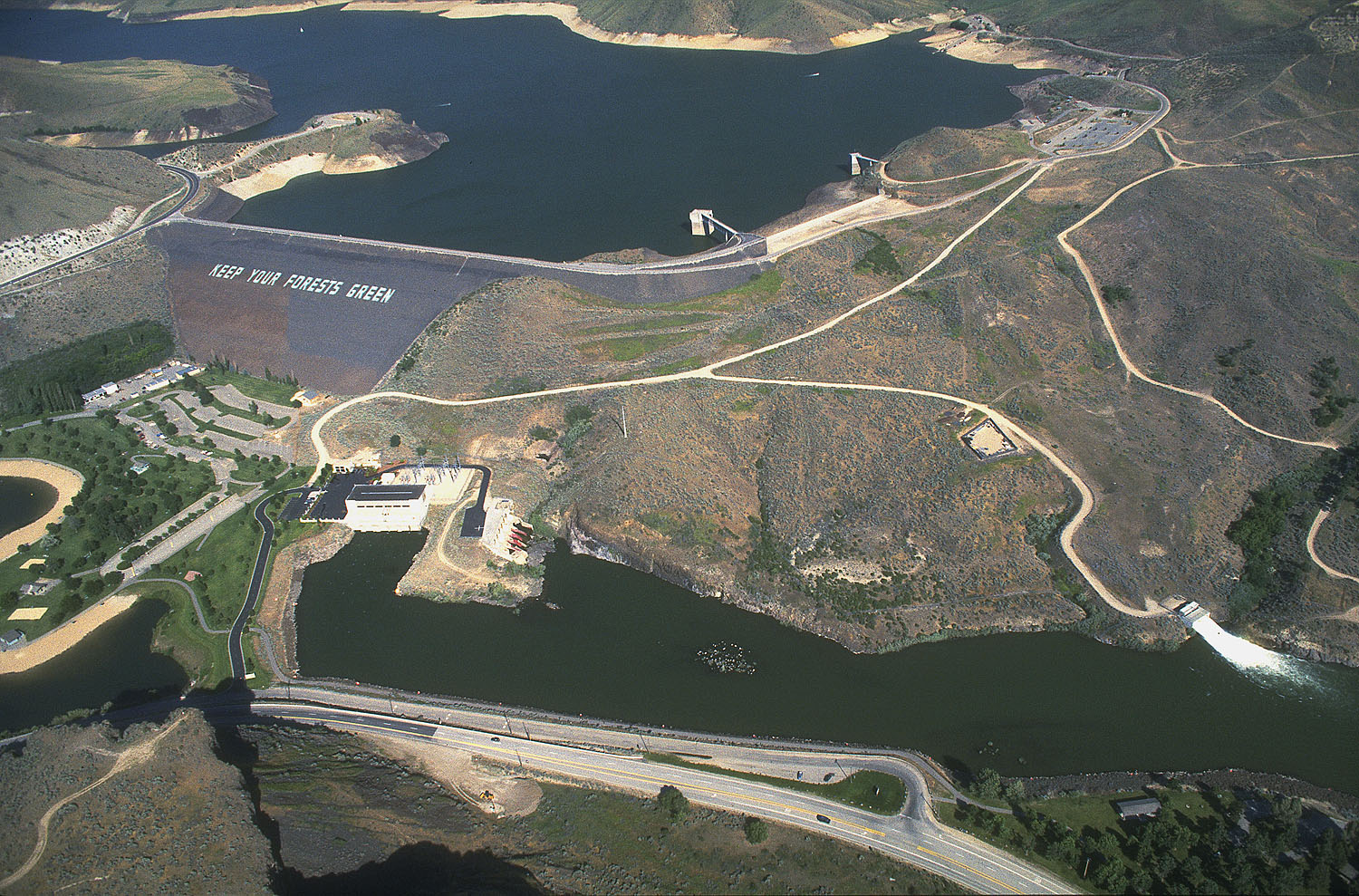
Barrage de Lucky Peak, sur la Boise.

Dès 1825, l'explorateur canadien Peter Skene Ogden fait référence dans son journal à la Boissie river ou encore à la Boisier river, d'après le nom (rivière boisée) que donnaient à cette rivière ses guides, des trappeurs canadiens francophones.